# 마이클 레드
마이클 웨슬리 레드(영어: Michael Wesley Redd, 1979년 8월 24일~)는 미국의 은퇴한 농구 선수이다. 선수 시절 포지션은 슈팅 가드와 스몰 포워드로 전미 농구 협회(NBA)의 팀인 밀워키 벅스와 피닉스 선스 소속으로 활동했다. 